# Wind Gap
Wind Gap é um distrito localizado no estado norte-americano de Pensilvânia, no Condado de Northampton.

## Demografia
Segundo o censo norte-americano de 2000, a sua população era de 2812 habitantes.
Em 2006, foi estimada uma população de 2814, um aumento de 2 (0.1%).

## Geografia
De acordo com o United States Census Bureau tem uma área de
3,5 km², dos quais 3,5 km² cobertos por terra e 0,0 km² cobertos por água. Wind Gap localiza-se a aproximadamente 160 m acima do nível do mar.

## Localidades na vizinhança
O diagrama seguinte representa as localidades num raio de 12 km ao redor de Wind Gap.